# No Bad Days
No Bad Days is een single van de Britse band Bastille. Het nummer verscheen in oktober 2021 als vierde single van het album Give Me the Future.

## Muziekvideo
Een muziekvideo werd gelijktijdig uitgebracht op 19 oktober 2021. Deze duurt drie minuten en zestien seconden. De video was tevens het regiedebuut van leadzanger Dan Smith. 